# 核果

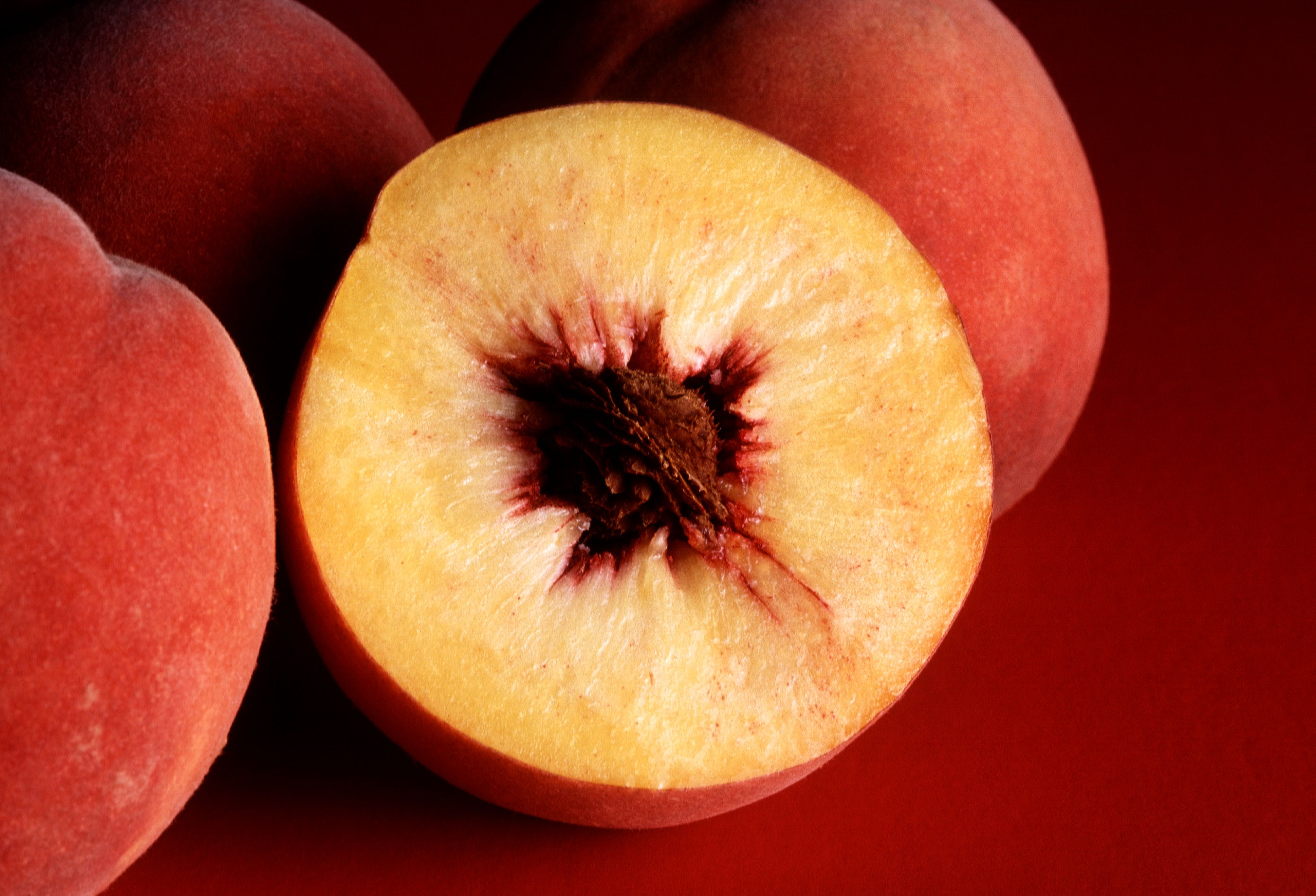
核果：桃子的果实

核果（Drupe），是果实的一种类型，属于单果，由一个心皮发育而成的肉质果；一般内果皮木质化形成核；常见于蔷薇科、鼠李科等类群植物中。
许多果实为核果的植物都被人类作为水果食用，包括桃、樱桃、杏、枣等。核果的外果皮薄，中果皮常肥厚多汁，内果皮呈木质，质地坚硬，可以很好地保护其中包裹的种子，是核果独有的特征，内果皮中通常只有一枚种子。核果由子房上位的单心皮雌蕊发育而来。按其果核的類型，可以分為離核型及粘核型兩種。